# Миранда (држава Венецуеле)
Миранда (шп. Estado Miranda),  једна је од 23 државе у Боливарској Републици Венецуели. Главни и највећи град је Лос Токес. Ова савезна држава покрива укупну површину од 7.950 км ² и има 3.028.965 становника (2011).
Миранда је друга савезна држава по броју становника у Венецуели, после државе Зулија. Држава има врло висок Индекс хуманог развоја у Венецуели. Самим тим, али и због других чињеница, Миранда представља важан политички, економски, културни и комерцијални центар у Венецуели. 

## Галерија
- Поглед на град Чакао у Миранди
- Водопади Љовисна у Миранди